# Rita Alagão
Rita Alagão (Lisboa, 5 de Junho de 1967) é uma actriz, diretora, e dobradora portuguesa.

## Biografia
Licenciada em Teatro / Formação de Actores e Encenadores pela Escola Superior de Teatro e Cinema do Instituto Politécnico de Lisboa, trabalhou no teatro em peças de Anton Tchekov, Ibsen, Oscar Wilde, Arthur Schnitzler ou Marivaux, tendo sido dirigida por encenadores como João Brites, Glória de Matos, Rui Mendes, Roberto Cordovani ou José Peixoto.
Actriz em mais de vinte produções televisivas, entre séries ou novelas, como Mundo Meu (2006), O Clube das Chaves (2005), Queridas Feras (2003), O Olhar da Serpente (2002), Fábrica de Anedotas (2001), Jornalistas (1999), Ballet Rose de Leonel Vieira (1998), Roseira Brava (1996), La Mondaine: La madonne de Lisbonne telefilme de Maurice Frydland (1995), Os Melhores Anos e O Quadro Roubado de José Carlos de Oliveira (1992), entre outros. Desde 2002 que coordena elencos infantis para a televisão.
No cinema participou em dois projectos independentes de Marta Maia Martins (O Elevador) e Vera Amaral (Film Lovers Are Sick People).
É, desde 1994, professora do Instituto Superior de Educação e Ciências.
É uma das dobradoras portuguesas mais conhecidas, e dos seus trabalhos fazem parte a voz da vilã Maléfica de "A Bela Adormecida" e da Rainha Narissa em "Uma História de Encantar", ambos da Disney. Um dos seus trabalhos mais recentes é a dobragem da personagem "Mãe Gothel", também uma vilã, no filme "Entrelaçados" igualmente da Disney.

## Televisão
- Os Melhores Anos RTP 1992 Ermelinda
- Telhados de Vidro TVI 1993 Ana Sofia Silva Melo
- Desencontros RTP 1995 Procuradora
- Nico D'Obra RTP 1995 Amélia
- Roseira Brava RTP 1996 Sandra
- Primeiro Amor RTP 1996 Patrícia
- Polícias RTP 1997
- Filhos do Vento RTP 1997 Laura
- Médico de Família (série) SIC 1998 Professora
- Terra Mãe RTP 1998 Cartomante
- Ballet Rose RTP 1998 Zulmira
- Esquadra de Polícia RTP 1999 Mariana
- Jornalistas SIC 1999 Gina
- Crianças S.O.S TVI 2000
- Bastidores RTP 2001 Natália
- Super Pai TVI 2002 Dina
- Fábrica de Anedotas RTP 2002 várias personagens
- O Olhar da Serpente SIC 2002/2003 Leontina
- Lusitana Paixão RTP 2003 Leonor Monteiro
- Queridas Feras TVI 2004 Mariete
- Clube das Chaves TVI 2005 Cecília Castilho
- Mundo Meu TVI 2006 Inspectora Ana Xavier
- Morangos com Açúcar TVI 2006/2007 Gabriela
- Chiquititas SIC 2007 Leonor
- Podia Acabar o Mundo SIC 2008 Elisabete
- Rebelde Way SIC 2008/2009 Mafalda Fernandes
- Sinais de Vida RTP 2013 Paula Rodrigues
- Mar Salgado SIC 2014/2015 Filomena
- Poderosas SIC 2015 Arlete Jesus
- Bem-Vindos a Beirais RTP 2015 Irene Matos